# Nederlands Steendrukmuseum
Het Nederlands Steendrukmuseum in de plaats Valkenswaard in de provincie Noord-Brabant toont de uitvinding, de techniek, de uitingen en het maatschappelijk belang van het in 1798 door Alois Senefelder uitgevonden steendruk- of lithografie-vlakdrukprocedé. De in het museum opgestelde steendrukpersen, waaronder een exacte replica van de stangenpers van Senefelder en enkele steendruksnelpersen, zijn alle bedrijfsklaar. De handpersen en steendruksnelpersen (respectievelijk uit 1901 en 1926) in zowel het museum als in het in september 2014 geopende 'Museumatelier Senefelder' worden regelmatig gebruikt. 

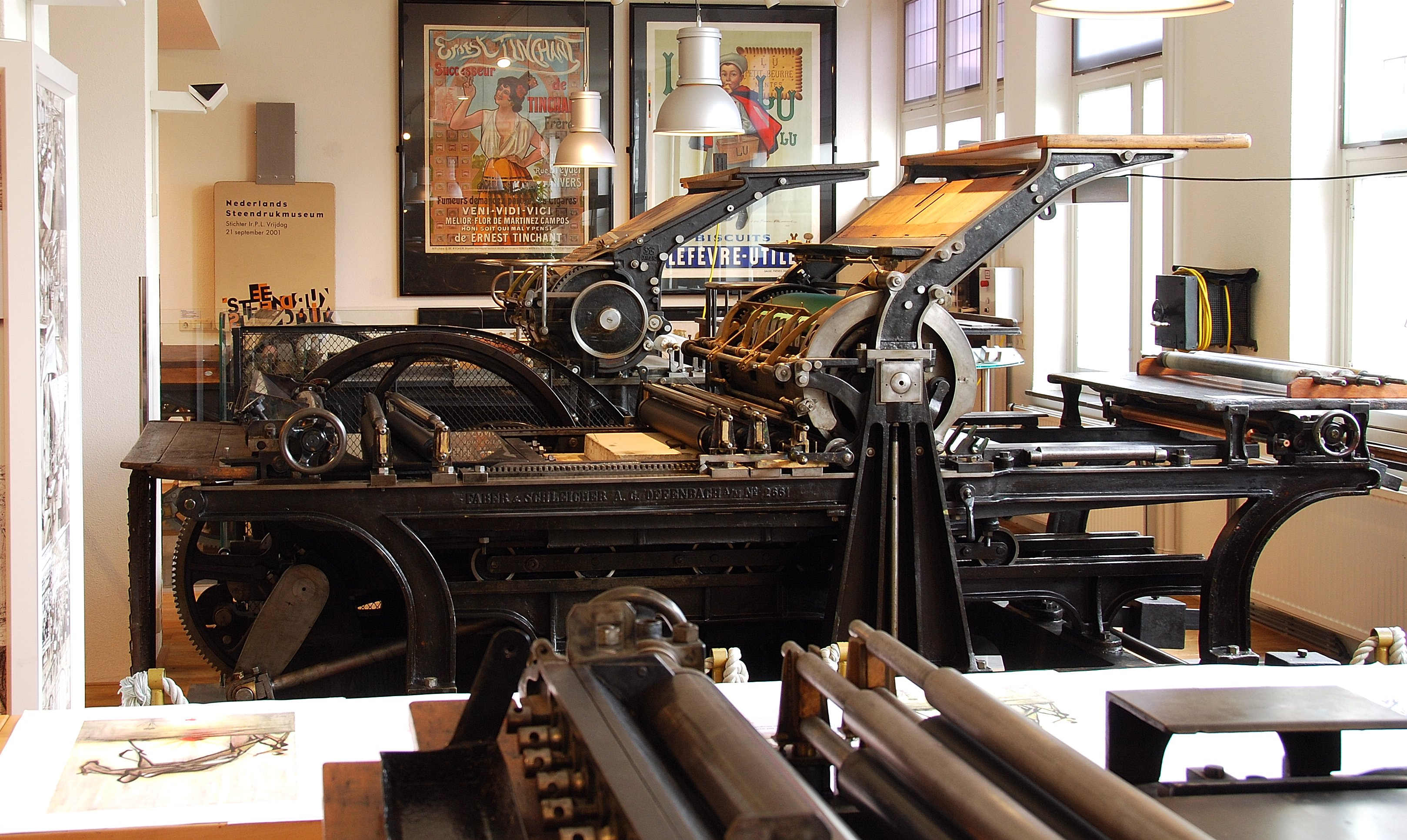
Twee steendruksnelpersen uit respectievelijk 1900 en 1926

## Steendrukprocedé
Het woord lithografie is afkomstig van het Oudgrieks: λίθος (líthos) = steen en γράφειν (gráphein) = tekenen/schrijven en betekent steendruk. De lithografie is gebaseerd op het simpele principe dat water en vet elkaar afstoten en hun beider affiniteit tot kalkzandsteen. Senefelder ontwikkelde aan de hand van dit principe de steendruktechniek. Een te drukken afbeelding wordt met vet krijt of vette inkt in spiegelbeeld aangebracht op een vlak geslepen plak kalkzandsteen. Het vet trekt in deze poreuze steen. Vervolgens wordt de steen met de tekening ingewreven met een mengsel van Arabische gom en salpeterzuur. Dit waterige mengsel trekt in de steen op de plaatsen waar zich geen vet bevindt en zorgt er ook voor dat op die plekken geen vet meer kan doordringen. Wanneer het mengsel is opgedroogd, is de steen klaar voor het drukken. Met terpentine wordt de tekening verwijderd. Althans zo lijkt het. Het vet uit krijt of inkt blijft echter in de steen zitten. Met een natte spons wordt de steen vervolgens bevochtigd. Nu is te zien dat waar getekend is, dus waar de steen vet is, het water wordt afgestoten en de steen droog blijft. Met een inktroller wordt de steen vervolgens ingeïnkt. De vette inkt hecht alleen op de droge gedeelten van de steen. Na het inrollen met inkt wordt er een vel papier op de steen gelegd. Als papier en steen vervolgens onder hoge druk tegen elkaar zijn geperst is de eerste afdruk gereed. Met een drukpers kan de geïnkte tekening in grote aantallen worden overgebracht op papier of via een tussendruk ook op blik. Aanvankelijk werd uitsluitend kalkzandsteen uit Solnhofen en later uit Frankrijk gebruikt. Na de jaren zestig verdween het steendrukprocedé uit de drukkerijen om definitief plaats te maken voor de offsetdruk waarbij men gebruikmaakt van zink- aluminium- of kunststofplaten. Steendruk is sindsdien vooral het domein van kunstenaars.

## Invoering in de Nederlanden
In Nederland werd de lithografie voor het eerst omstreeks 1809 toegepast in Rotterdam, door de uit Beieren afkomstige  Lodewijk Plattner. Hij kreeg daarbij de hulp van steendrukpionier Franz Anton Niedermayer. De eerste steendrukactiviteiten in het latere België vonden in 1818 te Brussel plaats. Daar gaf Karl Senefelder, een van de broers van de uitvinder, cursussen en drukte prenten.

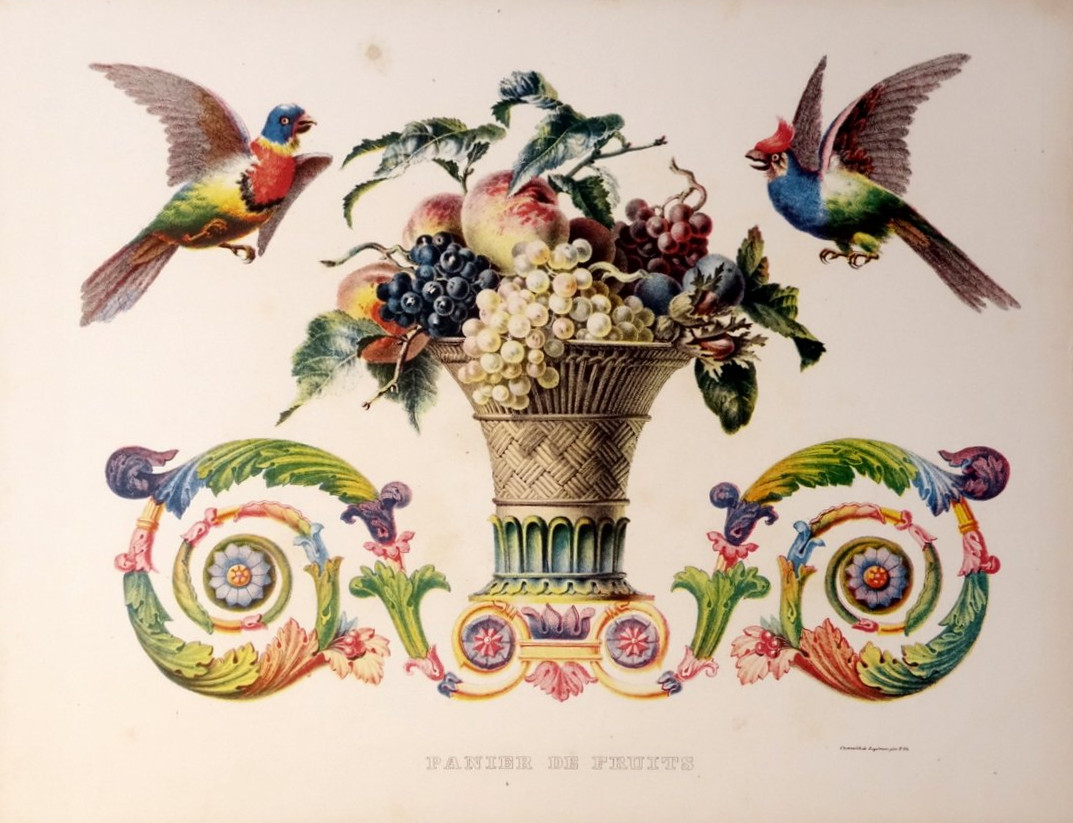
Chromolitho uit 1837 van zijn uitvinder Godefroy Engelmann

## Chromo-lithografie
Hoewel Senefelder ook al experimenteerde met kleurendruk, ontwikkelde de steendruk zich in de eerste 40 jaren toch vrijwel geheel als een zwart-wit procedé. Een effen kleur ("tint") drukken en daarover een zwarte afbeelding was een bescheiden aanzet om kleur in het beeld te brengen. Kleuren konden wel handmatig met penseel, al dan niet met sjablonen, op de zwart/wit litho gebracht worden, wat een tijdrovende zaak was. Hiervan zijn voorbeelden in het museum te zien. De uitvinding van de chromolithografie in 1837 door Godefroy Engelmann in Parijs bracht definitief kleur in de producten. Nadat Sigl in 1851 in Oostenrijk de eerste steendruksnelpers presenteerde, kon de mondiale opmars van deze druktechniek beginnen.

## Foto-lithografie, offsetdruk en kunstlithografie
Eind 19e eeuw deed de fotolithografie haar intrede, een planografisch, fotomechanisch procedé dat uitgaat van hetzelfde principe als lithografie, te weten de afstoting van vet en water, maar waarbij de afbeelding met behulp van een fotografisch procedé op de druksteen of geprepareerde zinken plaat wordt overgebracht. 
Vanaf het begin van de 20e eeuw ontwikkelde zich, naast de steendruk de daarvan afgeleide offsetdruk, eveneens een vlakdruktechniek. De drukvorm bestaat over het algemeen uit een dunne aluminium plaat, waarop via fotografische weg een beeld is aangebracht. Om een afdruk te krijgen van deze offsetplaat moet deze eerst vochtig worden gemaakt. Alle niet-beeld-delen nemen dit vocht aan. Daarna wordt de vettige inkt aangebracht. Aangezien de natte niet-beeld-delen de inkt afstoten, wordt deze alleen op de beelddelen aangenomen. De inkt wordt nu op een rubberdoek gedrukt en dan drukt dit rubberdoek het beeld op het papier. Door het tussentijds overzetten ("offset") op rubberdoek mag het oorspronkelijke beeld op de offsetplaat niet in spiegelbeeld staan. De Engelsman Robert Barclay patenteerde al in 1875 een rotatiepers waarmee hij op blik kon drukken. In de eerste jaren van de twintigste eeuw ontwikkelden de Amerikaan Ira W. Rubel uit New Jersey en de Duitser Caspar Hermann onafhankelijk van elkaar offsetpersen die hoogwaardig drukwerk op papier konden leveren. De offsetdruk zou vanaf midden jaren 1960 definitief mondiaal de steendruk vervangen in de drukkerijen. Nadien zijn de lithografie en steendruk het domein geworden van de kunstlithograaf.

## Collectie
In het Nederlands Steendrukmuseum is een aanzienlijke collectie beeldmateriaal en techniek voorhanden. Deze omvat, buiten de steendrukpersen, onder andere boekillustraties, cartografie, affiches, reclameplaten, speelkaarten, poëzieplaatjes, etiketten, prentbriefkaarten, prenten, karikaturen, tijdschriften, kinderspelen en bedrukte blikken. De collectie is bijeengebracht door museumoprichter ir. P.L. Vrijdag. 
In 2011 is een aantal audiovisuele presentaties toegevoegd. Eén is ter ontsluiting van Das Turnierbuch, gedrukt in 1817 door twee broers van Senefelder, voorts een aanraakschermpresentatie waarmee het cyclorama wordt uitgelegd en ontsloten, de presentatie 'Van steen tot chip' waar de link tussen de fotolithografie en de huidige microchip wordt uitgelegd en ten slotte de dvd 'De wereld krijgt kleur', waarop stap voor stap wordt getoond hoe begin 1900 een kleurenaffiche werd vervaardigd.
Het museum heeft een uitgebreide verzameling speelkaarten.

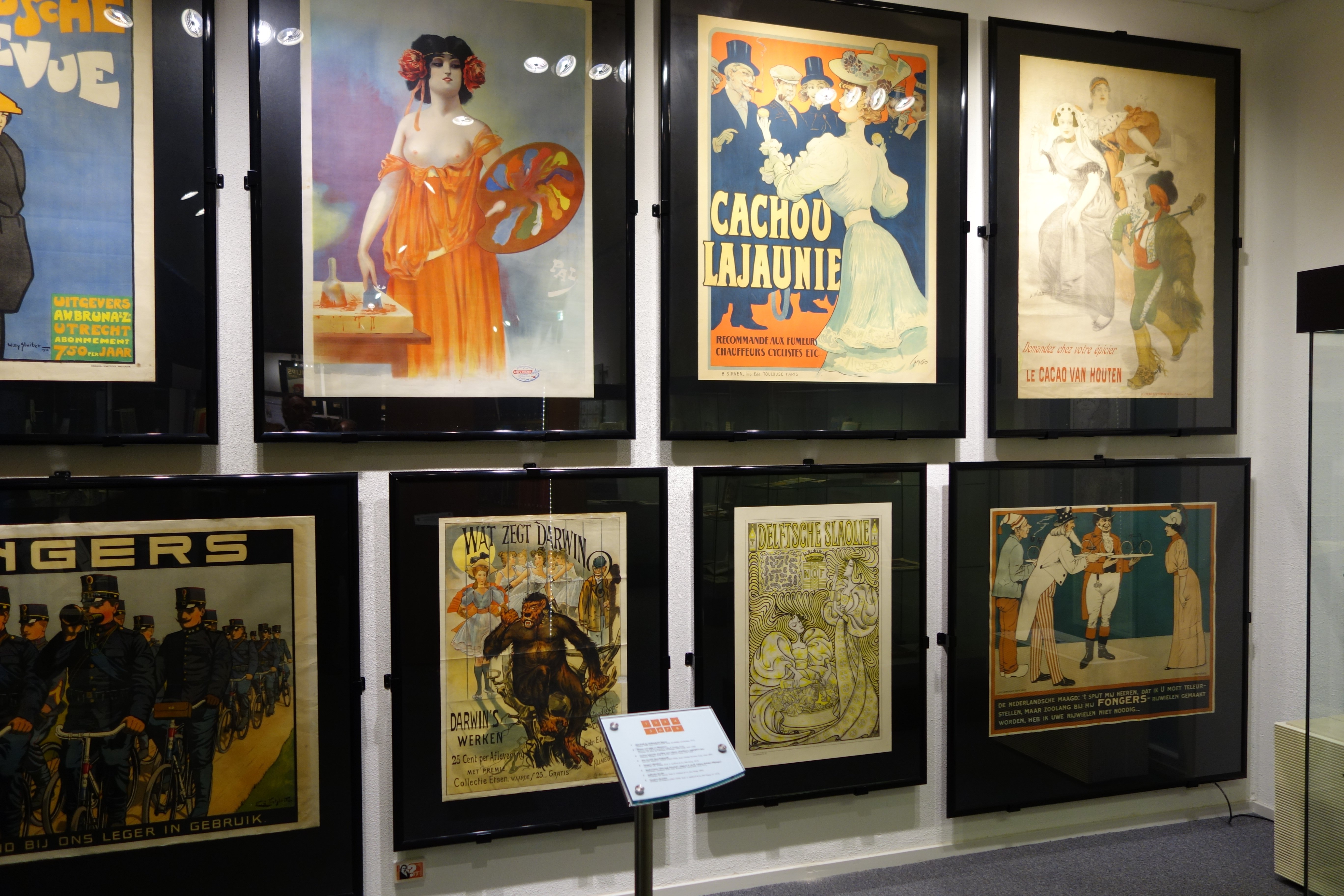
Affiches in het Nederlands Steendrukmuseum

Veel kunstenaars ontdekten de mogelijkheden van de steendruk. Het museum bezit van een aantal kunstenaars steendrukken in de collectie: Kees van Dongen, Alphonse Mucha, Adolphe Willette, Jan Sluyters, Theo van Hoytema, Aart van Dobbenburgh, Albert Hahn, Dimmen Gestel, Toulouse Lautrec, Willy Sluiter, Maurits Cornelis Escher, Honoré Daumier, Karel Appel, Picasso, Corneille, Armando, Lies Verdenius, Toon Wegner, Poen de Wijs en Roland van de Berg. Ook de beroemde Liebig-reclameplaatjes werden als kleurenlitho's uitgevoerd. Zowel een aantal plaatjes als een album zijn in het museum te zien.